# Иосиф Филиппович
Иосиф Филиппович (Есип) — двинский посадник.
Войска великого князя Василия Димитриевича, под командованием новгородского изменника Анфала Никитина и расстриги Герасима в 1401 захватили Иосифа в плен, но при Холмогорах были разбиты новгородцами, причём отбит был и Иосиф. В 1411 он ходил с князем Семёном Ольгердовичем на шведов, взявших новгородский пригород, городок Корельский.